# Felsőpestes község
Felsőpestes község (románul: Comuna Pestișu Mic) község Hunyad megyében, Romániában. Központja Felsőpestes, beosztott falvai Csulpesz, Erdőhát, Keresztényalmás, Kutyén, Magyarosd, Nándor, Nándorválya, Zsoszány.

## Népessége
A 2011-es népszámlálás adatai alapján a község népessége 1207 fő volt.